# کرنبورن
کرنبورن (به انگلیسی: Cranborne) یک روستا و محله مدنی در بریتانیا است که در East Dorset واقع شده‌است. کرنبورن ۷۷۹ نفر جمعیت دارد.